# Pumiliopareia
Pumiliopareia is een geslacht van uitgestorven pareiasauride parareptielen uit het Perm van Zuid-Afrika. Het is bekend van een compleet skelet met osteodermen.

## Naamgeving
Bij de boerderij Sondagsriviershoek werd een skelet gevonden. Het werd door Robert Broom en John Talbot Robinson benoemd als een nieuwe soort van het geslacht Nanoparia: Nanoparia pricei. De soortaanduiding eert Bernard Price.
Het kreeg zijn eigen geslachtsnaam door Michael Lee in 1997, die ontdekte dat het geen clade vormde met Nanoparia luckhoffi, de typesoort van Nanoparia. Er bestaat een sterke neiging in de moderne paleontologie alleen monofyletische geslachten te erkennen. Het bestaan van parafyletische geslachten, hoewel toegestaan in de binominale taxonomie van Linnaeus, kan namelijk niet empirisch bewezen worden en het toepassen van zulke begrippen wordt daarom vaak als onwetenschappelijk afgewezen.
In de geslachtsnaam vervangt pumilius nanus, die beide 'dwerg' betekenen in het Latijn. Pareia betekent 'wang' in het Oudgrieks en dient hier als een verwijzing naar de Pareiasauridae.
Het holotype is BP 1/6, een skelet met schedel en onderkaken. De postcrania zijn slechts gedeeltelijk geprepareerd.

## Beschrijving
Pumiliopareia was ongeveer vijftig centimeter lang met een schedel van twaalf centimeter. Het is het kleinste bekende lid van de pareiasauriërs en meet slechts een vijfde van de lengte van sommige van zijn grotere verwanten. Net als Anthodon was zijn lichaam volledig bedekt met osteodermen. In analyses die een pareiasauride oorsprong van schildpadden ondersteunen, is het het zustertaxon van de testudines. Het deelt echter specifiek met schildpadden slechts één enkele eigenschap: de ribben zijn sterk naar achteren verbreed.
Lee gaf in 1997 enkele onderscheidende kenmerken aan. Het schedeldak en de wangen zijn volledig bezet door dicht opeen geplaatste kegelvormige bulten. De oogkassen zijn volmaakt rond. Er staan slechts negen tanden in de bovenkaak en zeven in de onderkaak voor een totaal van tweeëndertig in de kop. De ribben zijn zeer breed en raken elkaar, geen tussenruimten overlatend.